# ジェフリー・ウォールバーグ
ジェフリー・ウォールバーグ（Jeffrey Wahlberg、1995年または1996年 - ）はアメリカ合衆国の俳優。
ミュージシャンで俳優のドニー・ウォルバーグとその弟で俳優のマーク・ウォールバーグの甥である。

## 略歴
ドミニカ共和国出身の母親とアイルランド系アメリカ人の父親の間に生まれ、フロリダ州マイアミで育つ。父親はドニー・ウォルバーグとマーク・ウォールバーグの兄である。父方からは他にもスウェーデンやフランス系カナダ人、イングランド、スコットランドの血を引いている。
幼い時から映画好きだったが、叔父のマークが出演した2006年の映画『ディパーテッド』の撮影現場でジャック・ニコルソンと出会ったことで映画への情熱が一段と高まり、2012年の映画『A Feeling from Within』で俳優としてデビューする。

## 主な出演作品
- フューチャーワールド Future World (2018)